# Strategion

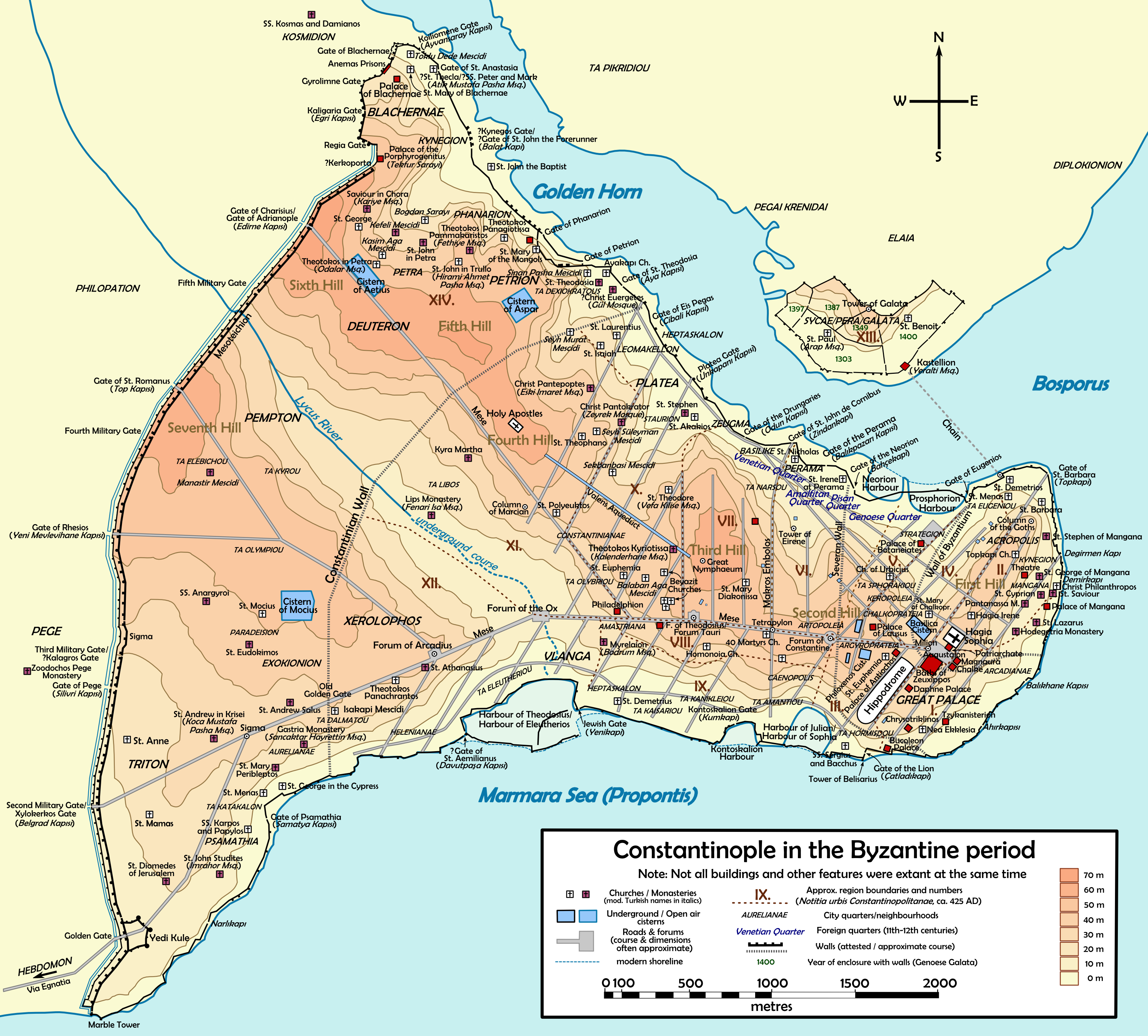
Mapa de Constantinopla bizantina. La Strategion estaba situada en el extremo norte de la quinta región, cerca del Cuerno de Oro, al suroeste de la actual Sirkeci.

La Strategion (en griego: τὸ Στρατήγιον) era una plaza pública y mercado ubicada en Constantinopla. La plaza era el equivalente al Campus de Marte de Roma, mientras que el mercado era uno de los más importantes de la ciudad.

## Origen del nombre
El nombre posiblemente proviene de los ejercicios militares que allí tuvieron lugar, similares a los del Campo de Marte de Roma, o de los generales victoriosos (en griego: στρατηγός pr. strategos) quienes recibieron honores militares en este lugar.

## Ubicación
La plaza estaba situada en la quinta región de Constantinopla, en el valle que separa la primera colina de la segunda. Basado en un relato de Pierre Gilles, un viajero francés del siglo XVI, que afirmó haber visto un obelisco tebano de granito cerca de la casa de los vidrieros que se encontraba en el extremo norte del Palacio de Topkapı, se pensaba que la Strategion estaba ubicada en el lado norte del palacio del sultán. Investigaciones más recientes, basadas en el estudio de la región realizado por Ernest Mamboury, han fijado su ubicación en la parte inferior de la ladera norte de la primera colina de la ciudad, cerca de los puertos de Neorion y Prosphorion a lo largo del Cuerno de Oro.

## Historia
La Strategion posiblemente fue anterior a la fundación de Constantinopla en el año 330 d. C. y tuvo un origen helenístico. Según una tradición, la plaza fue creada por Alejandro Magno (r. 336 a. C. – 323 a. C.), y fue restaurado por Septimio Severo (r. 193-211) tras la destrucción de Bizancio. La plaza posiblemente estuvo incluida dentro de la ciudad amurallada de Bizancio, y fue la primera ágora de la ciudad. La gente que venía del mar se encontró con la Strategion tan pronto como entraron en las murallas de la ciudad, después de cruzar la puerta de Eugenio (en turco: Yalıköşkü kapısı). También se podía acceder a la Strategion desde tierra, tras cruzar la puerta de Urbicius.
Originalmente concebida como una plaza para desfile militar, Constantino la convirtió en plaza pública (r. 306–337), y renovado por Teodosio I (r. 379-395), quien posiblemente transformó su parte representativa en un foro y ganó mercado en una sección más pequeña. Con el tiempo, la importancia de la Strategion como centro representativo disminuyó y en el siglo XI la plaza se convirtió sólo en un gran mercado.

## Descripción
Sobre su trazado no se sabe mucho, pero posiblemente fuera rectangular, como las de otras fundaciones helenísticas, como Mileto, Priene y Palmira. La Strategion estaba dividida en dos zonas, con diferentes funciones: una más grande (mega strategion), dedicada a funciones representativas, y otra más pequeña (mikron strategion), comercial. La estructura estaba adyacente a dos pequeños puertos situados a lo largo de la costa sur del Cuerno de Oro: el Neorion, que conectaba la ciudad con el suburbio de Sykae, en la orilla norte del golfo, y el Prosforion, que era la terminal del tráfico marítimo con Calcedonia, en la costa asiática.
Su función militar original está confirmada por varios monumentos militares en sus instalaciones: una estatua de Constantino I, otra del emperador León I (r. 457–474) erigido en el mikron strategion, un trípode de bronce y una estatua de la diosa Fortuna sosteniendo una cornucopia sobre un arco. Cerca de la estatua de Constantino había un obelisco de piedra con una inscripción donde el Emperador proclama la ciudad como la nueva Roma. Según la tradición, en la plaza se encontraba una estatua de Alejandro Magno, originalmente erigida por sus soldados en Crisópolis para agradecerle por haber recibido el doble salario, después de haber sido trasladada allí por Constantino.
Un grupo escultórico llamado pelargos (en griego: Πελαργός, «cigüeña» en griego), que representa tres cigüeñas enfrentadas, y tallada por Apolonio de Tiana, fue erigida en el Strategion. El grupo se encontraba allí para ahuyentar a las cigüeñas, ya que las aves solían arrojar los restos de las serpientes atrapadas en los aljibes cercanos, contaminando el agua.
El foro tenía también una función representativa: cuando el emperador desembarcaba en uno de los dos puertos, y quería subir la colina para ir a Santa Sofía y al gran Palacio, entrando en la ciudad por una de las dos puertas citadas anteriormente, los senadores con el Eparca lo saludaron en el Strategion, ofreciéndole coronas. El foro era también el punto de llegada de las procesiones imperiales: de hecho, el Emperador, de pie sobre un carro y acompañado por una escolta montada, descendía regularmente desde su palacio al Strategion para inspeccionar los depósitos de grano. Durante una de estas procesiones, el emperador Teodosio II (r. 402–450) fue atacado con piedras por una turba hambrienta por falta de pan.
La función más importante de la Strategion era la comercial: a lo largo de la plaza se disponían cuatro almacenes: la horrea olearia y la horrea troadensia, valentiaca y costantiaca, respectivamente depósitos de aceite (el primero) y de trigo (los tres últimos), cuyo contenido alimentaba a los población de la ciudad. En la plaza convergían varios caminos porticados (en griego: Ἔμβολος, pl. Ἔμβολοι , pr. embolos) dedicado al comercio. Además, la plaza albergaba dos mercados (en latín: macellum, pl. macella), dedicado a la carne y al pescado: los carniceros acudían allí a comprar ganado marcado para la venta por el Praefectus urbi, y hasta el inicio de la Cuaresma a los comerciantes de ovejas se les permitía vender allí sus animales, mientras que desde Semana Santa hasta la Ascensión se vendían corderos en el Foro Tauri.
A lo largo o cerca de la Strategion se encontraban las iglesias de la Theotokos, construidas por el strategos Urbicius, Aghios Epiphanios, Aghios Filemon, que contenía capillas dedicadas a Aghios Anastasion de Persia y Aghios Sabas, un mártir dedicado a Aghios Photios y Aniketos, y Agios Andrés. En sus inmediaciones se encuentra también una de las termas más importantes de la ciudad, las Termas de Aquiles. Cerca de la Strategion se encontraba también la primera prisión de la ciudad, anterior al reinado de Constantino y abandonada debido a sus inmundas condiciones por Focas (r. 602–610).